# Stasimopus qumbu
Espèce
Stasimopus qumbu est une espèce d'araignées mygalomorphes de la famille des Stasimopidae.

## Distribution
Cette espèce est endémique du Cap-Oriental en Afrique du Sud,. Elle se rencontre vers Mhlontlo.

## Description
La carapace de la femelle holotype mesure 12,5 mm de long sur 10,5 mm.
Le mâle décrit par Hewitt en 1914 mesure 16,2 mm.

## Étymologie
Son nom d'espèce lui a été donné en référence au lieu de sa découverte, Qumbu.

## Publication originale
- Hewitt, 1913 : Descriptions of new and little known species of trapdoor spiders (Ctenizidae and Migidae) from South Africa. Records of the Albany Museum, vol. 2, p. 404-434.